# Oviclypeus
Oviclypeus is een geslacht van uitgestorven zee-egels uit de familie Conoclypidae. Vertegenwoordigers van dit geslacht zijn slechts als fossiel bekend.